# David Eugene Edwards
David Eugene Edwards (Englewood, 24 februari 1968) is een Amerikaanse singer-songwriter, vooral bekend als zanger van 16 Horsepower en Wovenhand.

## Biografie
Nadat hij als gitarist had meegedaan in verschillende groepen in Colorado, begon Edwards' carrière echt eind jaren 80 toen hij ging samenwerken met Jeffrey-Paul Norlander, met wie hij de band The Denver Gentlemen vormde, waar Slim Cessna zich ook bij zou voegen. Edwards verliet deze groep in 1992 om zich toe te leggen op zijn nieuwe band, 16 Horsepower, die hij oprichtte samen met de Franse bassist Pascal Humbert, die hij had leren kennen in Los Angeles. Ze vestigden zich in Denver, in Edwards' thuisstaat, en kregen gezelschap van Jean-Yves Tola, een Franse drummer met wie Humbert bevriend was; zij kenden elkaar uit de bands Orchestre rouge en Passion Fodder. 16 Horsepower kende succes van 1995 tot het einde van de groep in 2005: de bandleden gingen uit elkaar vanwege grote verschillen van inzicht op artistiek en levensbeschouwelijk gebied.

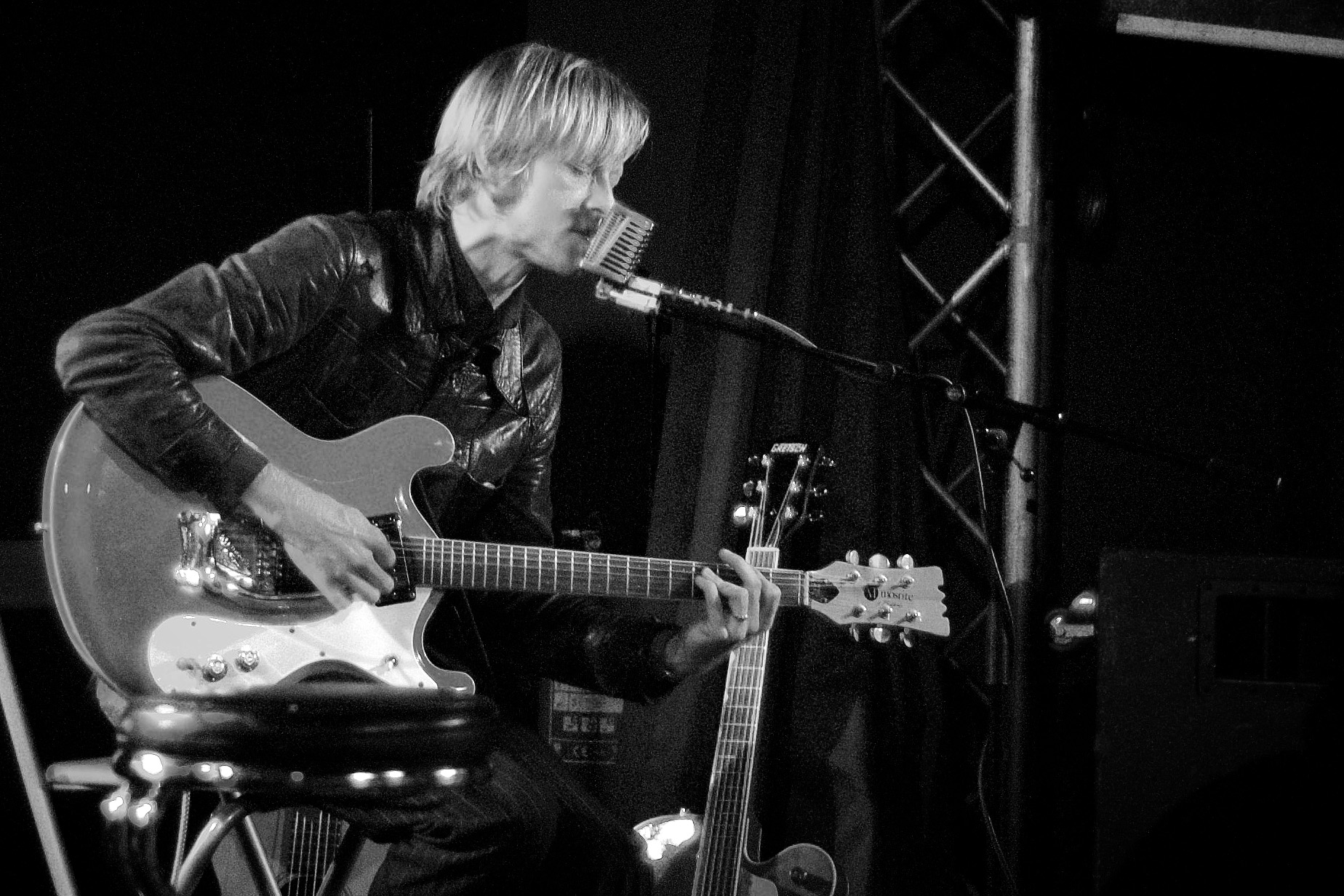
Edwards in 2004 in Stockholm

Terwijl hij in 16 Horsepower zat, ontwikkelde hij ook een project, aanvankelijk op experimentele basis, met zijn andere band: Woven Hand, opgericht eind 2000 (in 2004 hernoemd naar Wovenhand). Na het uiteenvallen van 16 Horsepower, ging hij zich exclusief toeleggen op Wovenhand. De muziek van deze band is een mix van rock, punk, new wave, classic rock, folk, Amerikaans-Indiaanse muziek en country, en verwoordt thema's als lijden, conflict, verzoening, mystiek en het christelijk geloof, en neemt de luisteraar mee naar het Colorado van Edwards' jeugd. Edwards, kleinzoon van een voorganger in de Kerk van de Nazarener, is zelf zeer gelovig. Zodoende draagt hij het beeld uit van een reizende prediker, met de Bijbel in de hand, zoals in het westen van de Verenigde Staten in vervlogen tijden. Echter, zijn mystiek blijft binnen de kaders van zijn kunst en zijn persoonlijk leven, zonder dat hij openlijk evangelisatie bedrijft.
Sinds 2002 werkt Edwards ook samen met de Belgische choreograaf Wim Vandekeybus en zijn gezelschap Ultima Vez, in het schrijven van muziek voor zijn optredens. In 2005 verscheen Edwards in de documentaire Searching for the Wrong-Eyed Jesus van Andrew Douglas, een portret van het zuiden van de Verenigde Staten door de ogen van de zanger Jim White. Hierin speelt hij een stuk van het 16 Horsepower-nummer nummer "Phyllis Ruth", afkomstig van het album Low Estate en is hij tevens te zien met Jean-Yves Tola en Pascal Humbert; ze brengen samen "Wayfaring Stranger", een traditioneel Amerikaans folknummer, ten gehore, dat ook op het album Secret South staat. Ook verschijnt Edwards in de film Blush, een film op basis van het gelijknamige ballet van Wim Vandekeybus, waarvoor hij de muziek componeerde.
In 2012 werd Edwards gitarist van de van oorsprong Australische band Crime & the City Solution. 
Met een ander lid van deze band, Alexander Hacke (eerder vooral bekend van de Duitse band Einstürzende Neubauten), bracht Edwards in 2018 het album Risha uit. De twee maakten in het najaar van 2018 een korte tournee door Europa, waarin ze Doornroosje (Nijmegen), Paradiso Noord/Tolhuistuin (Amsterdam) en de oranjerie van de Kruidtuin in Sint-Joost-ten-Node (Brussel) aandeden.
Eind september 2023 kwam Edwards' eerste soloalbum uit, genaamd Hyacinth, geproduceerd door Ben Chisholm. De maand ervoor was de eerste single van dit album uitgekomen, "Lionisis".
David Eugene Edwards is getrouwd en heeft een zoon en een dochter. Zijn dochter Asher verschijnt in de videoclip voor de 16 Horsepower-single "Haw".

## Discografie

### Albums
- The Denver Gentlemen
  - 1995: Introducing the Denver Gentlemen
- 16 Horsepower
  - 1995: 16 Horsepower
  - 1996: Sackcloth 'n' Ashes
  - 1997: Low Estate
  - 2000: Secret South
  - 2000: Hoarse
  - 2002: Folklore
  - 2003: Olden
  - 2008: Live March 2001
  - 2011: Yours Truly
- Wovenhand
  - 2002: Woven Hand
  - 2003: Blush Music en Blush Music (original score) (voor de balletvoorstelling Blush van Ultima Vez)
  - 2004: Consider the Birds
  - 2005: Puur (voor de voorstelling van Ultima Vez)
  - 2006: Mosaic
  - 2008: Ten Stones
  - 2010: The Threshingfloor
  - 2011: Black of the Ink
  - 2012: Live at Roepaen
  - 2012: The Laughing Stalk
  - 2014: Refractory Obdurate
  - 2016: Star Treatment
  - 2022: Silver Sash
- Solo
  - 2023: Hyacinth

### Singles
- 16 Horsepower
  - Shametown (vinyl 7" - 1994)
  - Black Soul Choir (CD - 1996)
  - Haw (vinyl - 1996)
  - For Heaven's Sake (CD - 1997)
  - Coal Black Horses (CD - 1997)
  - The Partisan (CD - 1998)
  - Clogger (CD - 2000)
  - Splinters (CD - 2001)

### Met andere artiesten
- 2002: "Dar he drone" op het album Jimmy Carter Syndrome van Jay Munly
- 2003: "Whitewashed" op het album Short Stories van Lilium
- 2018: album Risha, samen met Alexander Hacke

### Video's
- 16 Horsepower
  - Black Soul Choir and Haw (1995)
  - 16HP DVD (2005)
  - Live DVD (2006)

- Gemeinsame Normdatei: 1161674268
- International Standard Name Identifier: 0000 0001 1936 8145
- MusicBrainz: 567533af-f026-4923-b5d3-16fd50776b69
- Nationale Bibliotheek van Tsjechië: jo2007416264
- Système universitaire de documentation: 194157415
- Virtual International Authority File: 80113175
- WorldCat: E39PBJkHrHxJM7bvF9RgrkWhpP